# 유익수 (1870년)
유익수(柳益秀, 1870년 12월 30일 ~ 1926년 5월 29일)는 대한제국 독립운동가이다. 호(號)는 월파(月波).

## 생애

### 청년 시절 이후 대한 독립 운동
경기도 시흥군 秀岩面 月波里 120番地에서 출생하였으며 지난날 한때 경기도 이천과 경기도 인천 제물포와 경기도 양주에서 잠시 유아기를 보낸 적이 있고 그 후 경기도 광주유수부 중부면과 경기도 고양군 원당면과 경기도 파주군 파주읍에서 잠시 유년기를 보낸 적이 있는 그는 1888년 음서로써 관직에 천거되었으며 1888년 3월에서 1891년 2월까지 조선국 하급 관료(경기도 양평군 군서기관) 직책을 잠시 지냈고 1891년 2월에 조선국 하급 관료 직책을 사퇴하였으며 그 후로는 경기도 시흥 향리에서 농업과 유교 성리학 지도에 종사한 그는 1919년 3월 30일 경기도 시흥군 수암면 수암리(京畿道 始興郡 秀岩面 秀岩里) 일대의 대한 독립 만세 운동을 주도하였다. 1919년 3월 30일 이 날 경기도 시흥군 수암면 면내 18개 동리의 주민 2천여 명의 오전 10시에 비석동리(碑石洞里) 소재 비석거리에 모여 독립만세 시위를 전개하였을 때, 그는 성포리(聲浦里) 이장이 인솔하는 시위 행렬을 함께 따라 비석거리에 도착하였다. 그는 이 때 경기도 시흥군 수암면 성포리 이장으로부터 평화적인 시위를 위하여 인솔을 맡아 달라며 부탁을 받고 시위 군중의 선두에 서서 지휘하며 경기도 시흥군 의곡읍 읍내 도살장까지 행진했는데, 원래 경기도 시흥군 수암면 와리(瓦里)에 거주하는 홍순칠(洪淳七)한테 태극기를 전해 받고 더욱 용기를 얻어, 해산을 명령하는 일경의 위협에도 불구하고 계속 전진하였다. 경기도 시흥군 의곡읍 읍내로 진입하여 경찰 주재소·공립 보통학교·면사무소·향교를 돌며 군중을 지휘하여 평화적으로 시위하였다. 이튿날에는 경기도 수원군 반월면(京畿道 水原郡 半月面) 장터로 나아가 6백여 명의 시위 군중과 독립 만세를 외치던 중, 그 곳 경기도 수원군 반월면 면서기를 만나서 전날 경기도 시흥군 수암면의 평화적 시위에 대해 이야기하자, 경기도 수원군 반월면 면서기는 즉시 유익수 그에게 경기도 수원군 반월면의 시위도 평화적으로 전개하기 위하여 그 지휘를 부탁하였다. 그러자 이에 유익수 그는 대한 독립 만세 시위 군중의 선두에 서서 폭력을 사용하지 말도록 종용하며 대한 독립 만세 운동을 지휘하다가 결국 체포되어, 1919년 7월 31일 경성복심법원에서 징역 1년형을 선고받고 옥고를 치렀으며 1920년에 만기출감하였다. 1920년 양력 8월 이후 국민정부 중화민국 장쑤 성 상하이 주재 대한민국 임시정부에 건너가서 잠시 1921년 1월에서 1923년 5월까지 한국독립당 행정자치위원 직위를 지냈으며 1923년 5월 한국독립당을 탈당하여 조선국 고국 경기도 시흥에 귀국 및 귀환하였다.

### 만년
1926년 5월 29일 경기도 시흥에서 향년 57세로 병사하였다.

## 사후
대한민국 정부에서는 고인의 공훈을 기리고자 1983년 6월 6일을 기하여 대한민국 대통령 표창장을, 1990년 3월 1일을 기하여 대한민국 건국훈장 애족장을 각각 추서하였다.